# Hans von Haeften
Hans Maximilian Gustav von Haeften (Fürstenberg (Xanten), 13 juni 1870 - Gotha, 9 juni 1937) was een Pruisisch militair.
Von Haeften was de zoon van August von Haeften (1832-1871), staatsarchivaris van Pruisen en Elisabeth von Haeften, geboren von Hochwächter (1840-1916). 
Von Haeften volgde een militaire opleiding. Hij was generaal-majoor in het Duitse leger. Na de Eerste Wereldoorlog werkte hij voor het Reichsarchiv Potsdam (rijksarchief te Potsdam). Van 1931 tot 1937 was hij president van het Reichsarchiv.
Von Haeften trouwde op 21 maart 1903 met Agnes von Brauchitsch (1869-1945). Het echtpaar had een dochter, Elisabeth (1903) en twee zoons Hans-Bernd (1905-1944) en Werner (1908-1944). Zowel Hans-Bernd als Werner waren betrokken bij de mislukte aanslag op Hitler (20 juli 1944) en werden beiden terechtgesteld.

## Militaire loopbaan
- Fahnenjunker: 26 maart 1889[2]
- Leutnant: 20 september 1890
- Hauptmann: maart 1904
- Major: 1910[3]
- Oberstleutnant:
- Oberst: 1918
- Karakter van een Generalmajor: 1920[3]